# ピートのパラドックス
ピートのパラドックス (英: Peto's paradox) は、種のレベルで見ると癌の発生率は生体の細胞数と相関していないように見えるという観察結果を指し、統計学者・疫学者のリチャード・ピートにならって名付けられた。例えばクジラのような大型生物はヒトに比べて細胞数が多い分、癌になる確率が高くなりそうに思えるが、実のところ哺乳類はどの種も体のサイズに関わりなく、癌になる確率に大差はないという逆説のことを言う。
オックスフォード大学の疫学統計学者であるピートは、1977年に初めてこのパラドックスを明らかにした。癌の発生段階モデルの概略を記すにあたり、細胞レベルで見るとヒトはマウスよりはるかに癌になりにくいとピートは言及した。
ピートは続けて、種によって細胞レベルの発癌率が異なることについては、進化論的な観点からの議論が適しているようだと示唆した。

## 証拠
同じ種の個体間では、発癌のリスクと身体のサイズは、他のリスク要素を考慮に入れたとしても、正の相関を示すと考えられる。1998年に発表された英国の17,738人の公務員を対象とした25年にわたる長期研究によると、身長と癌の発病の間には、喫煙率のようなリスク要素を考慮に入れたとしても、高い統計的信頼度を以って正の相関が見られた。英国の100万人以上の女性を対象とした2011年の同様の研究でも、社会経済学的および行動に関する多くのリスク要因を考慮した上で、癌と身長との相関に強い統計的根拠が示された。北米の飼い犬74,556匹の死因を調べた2011年の分析では、小型の品種は癌の発生が最も少なく、これは先行研究の結果と一致した。
しかし種をまたぐと、この関係は成り立たなくなる。サンディエゴ動物園が死体のデータを使って行なった2015年の研究は、小さいものは51グラムのシマクサマウスから、大きいものはその10万倍にあたる4800キログラムのゾウまで、36種の哺乳類の調査結果を検討した。その結果分かったことは、体の大きさと癌の発生率に関係は無く、ピートの当初の見立てを実証的に支持するものとなった。

## 進化論的な考察
多細胞生物はその進化において、ある程度癌を抑止するよう求められており、多細胞生物の成り立ちと癌との間には様々な関係が見出されてきた 。体をさらに大型化かつ長寿化させるためには、癌をさらに抑止できなければならない。ゾウのような大型生物ほど癌を回避する適応能力をより身につけていることは、証拠を以って示されている。中程度のサイズの生物がそうした遺伝子を相対的にあまり持っていないのは、その遺伝子がもたらす癌の抑止力という長所が、別の短所（特に多産能力の減退）によって打ち消されるためかもしれない。
癌を抑止するために様々な種が異なったメカニズムを進化させてきた。『セル・レポーツ』誌の2015年1月号に掲載された論文によると、長寿に関係していると見られる遺伝子がホッキョククジラ (Balaena mysticetus) で見つかったという。同時に別の研究チームは、腫瘍の発達を阻止すると見られる多糖をハダカデバネズミで発見した。2015年10月、2つの別々の研究チームは、ヒトや他の哺乳類が1つしか持っていない、腫瘍を抑制するp53遺伝子を、ゾウは20個持っていることを示した。続報によると、保存されたマンモスの DNA にはその遺伝子が14個あったが、ゾウに最も近縁な現存種であるマナティーとハイラックスの DNA には1個しかなかった。これらの研究は、ピートが理論づけたとおり、動物の体のサイズと腫瘍の抑制との間に進化論的な関係があることを示唆する。

## 代謝と細胞の大きさに関して
2014年に『エヴォリューショナリー・アプリケーションズ』誌に掲載された Maciak と Michalak の論文は、それぞれの種における代謝および細胞分裂速度と、細胞のサイズとの間にある、殆ど見過ごされてきた関係が、ピートのパラドックスの鍵となる要因だとした。すなわち、大型の生物は細胞もより大型で細胞分裂が遅く、そのエネルギー回転率は低く、それら全てが癌の発生のリスクを著しく低めていると結論づけた。
彼らによると、哺乳類では細胞の大きさは一定でないため、体の大きさからその生物の細胞数が分かるとは限らない。例えば、ゾウの赤血球細胞の体積は、トガリネズミのそれの約4倍である。さらに、大きな細胞ほど小さいものに比べて細胞分裂は遅く、細胞分裂が少ないということは癌の突然変異が起こりにくいということであり、癌発生率の数学モデルは細胞分裂の速度に強く左右される。加えて、大型の生物は一般に基礎代謝が遅く、それははっきりとした逆対数関係を示す。結果的に、その細胞は単位体積あたりでは時間の経過につれダメージを免れることになる。これらの要素の組み合わせが、この明白なパラドックスの大部分を説明することになるかもしれない。